# Бактеріофаг Рапунцель
Бактеріофіг Рапунцель (Фаг Рапунцель або P74−26) — вірус, основною особливістю якого є хвіст, що в 10 разів довший, ніж у більшості інших, що робить цей бактеріофаг рекордсменом за найдовший хвіст серед інших фагів. Його довжина становить майже 1 мікрометр, що приблизно дорівнює товщині нитки деяких павуків.
| -        | Virus          |
| Реалм:   | Duplodnaviria  |
| Царство: | Heunggongvirae |
| Тип:     | Uroviricota    |
| Клас:    | Caudoviricetes |
| Порядок: | Caudovirales   |
| Родина:  | Siphoviridae   |
| Вид:     | P74-26         |
| -------- | -------------- |

## Будова
Хвіст фага складається з безлічі невеликих структурних блоків, які збираються разом, утворюючи довгу трубку. Наше дослідження показує, що ці будівельні блоки можуть змінювати форму чи конфігурацію. Це важливо, оскільки дає P74−26 можливість вижити в екстремальних умовах та в різних бактеріальних клітинах.
Вважається, що хвіст P74-26 складається з меншої кількості різних типів білків, ніж в інших фагів. Це може бути пов'язано з тим, що деякі з цих молекул стали результатом злиття дрібніших білків один з одним, тобто утворюють блоки. Вчені виявили, що P74-26 використовує механізм «куля та гніздо», щоб забезпечити стабільність будови хвоста. Крім того, він формується з вертикально розташованих кільцевих молекул, які утворюють порожнистий канал всередині. Ймовірно, така особливість є одним із елементів, які забезпечують стабільність структури вірусу в екстремальних температурних умовах.

## Проникнення у клітину
Цей вірус виробляє білок ендолізин,  який використовується для знищення бактерій шляхом руйнування їхньої клітинної мембрани. Довгий хвіст вірусу допомагає йому захопити бактеріальну клітину для введення токсину. Ця характеристика потенційно може зробити бактеріофаг Рапунцель більш ефективним у знищенні бактерій, ніж інші фаги.

## Поширення
Фаг зустрічається в термальних джерелах, температура в яких може сягати 80 градусів за Цельсієм (176 градусів за Фаренгейтом), і здатний інфікувати бактерії-екстремофіли. Основною таргетною клітиною є бактерії виду Thermus thermophilus.